# Kendo

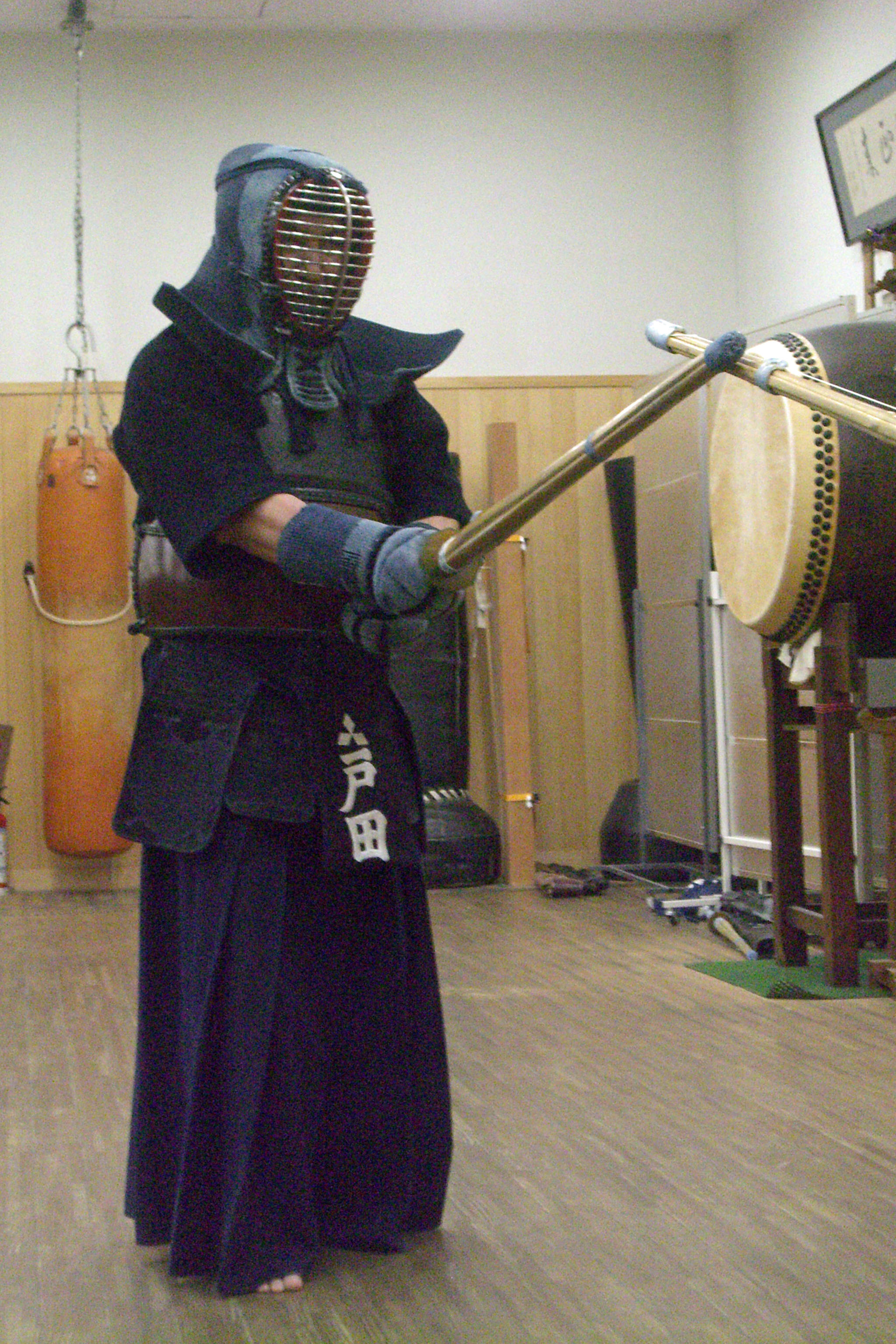
Kendo Toda Sensei (2010)

Kendo (em japonês:  剣道, caminho da espada), quendô (português brasileiro) ou quendo (português europeu) é uma arte marcial japonesa moderna (gendai budo), desenvolvida a partir das técnicas tradicionais de combate com espadas dos samurais do Japão feudal, o Kenjutsu.
O praticante de kendô é chamado de kenshi ou kendoka.

## Histórico

### Origens
No Japão, desde os seus primórdios, dentre vários armamentos, a espada vem sendo reverenciada. Isso se deve ao fato de haver muitas histórias relacionadas à espada, nos mitos e lendas japonesas. Além disso, as espadas eram ofertadas como tesouro divino aos templos ou recebidas como símbolo da nomeação de um generalíssimo.

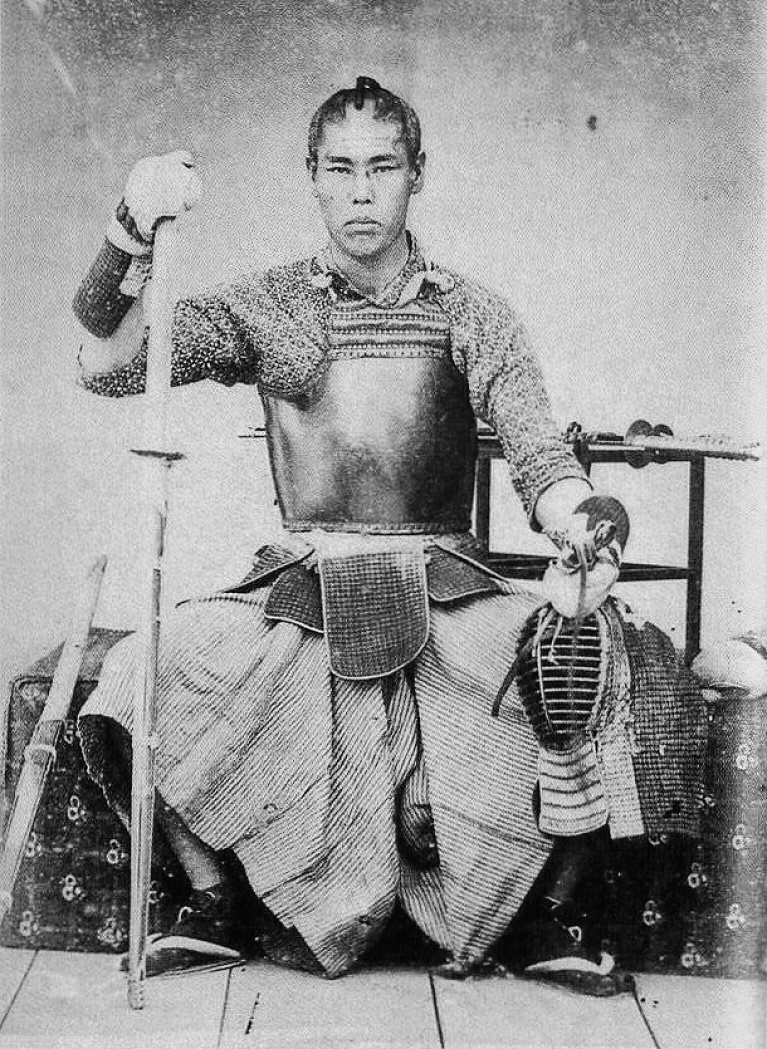
O samurai Takasugi Shinsaku, praticante do kendo.

#### Período Muromachi
Por volta do ano de 1350 d.C. o uso da espada japonesa deu um grande salto. A partir de 1467 d.C., por cerca de cem anos, o Japão passou por um período de guerras civis. Como consequência, a técnica de luta com espada foi estruturada sob o nome de Kendo, ou Kenjutsu, e surgiram muitas escolas que tornaram-se transmissoras desses conhecimentos, cada uma à sua maneira. Dentre as escolas da época, podemos citar as três mais tradicionais: Tenshin Shoden Katori Shinto Ryu, Kageryu e Chūjo-ryū.
O método de treinamento daquela época não usava espada de bambu nem protetores para o corpo como os usados atualmente. Cada escola praticava repetidamente suas técnicas na forma de kata, seqüencias de movimentos que visavam preparar os praticantes para enfrentar as mais diversas situações que poderiam vir a encontrar. O acúmulo de horas de treinamento fazia com que a pessoa pudesse parar o golpe próximo à pele do oponente. Em algumas escolas, esse grau de proximidade refletia o nível de desenvolvimento do praticante.

#### Período Edo
A partir de 1615 d.C., com o sistema feudal já instalado, foi estabelecido o sistema de classes. Esse sistema propiciou um desenvolvimento especial, como algo próprio à classe guerreira. Por um lado, pode-se considerar que, recebendo a influência do zen-budismo e do confucionismo, aprimororam-se as técnicas ao mesmo tempo em que ganhavam-se elementos morais e espirituais.
Logo, começou a ser praticado pelos guerreiros como um treinamento educacional que visava a formação do caráter guerreiro para a vida cotidiana e para as atitudes espirituais. Isso significava que o desenvolvimento espiritual, conquistado por meio da prática da espada, conduzia ao caminho da formação do ser humano, cujo objetivo era o ideal de elevar o nível espiritual de seu cotidiano.
Por volta de 1712 d.C., Yamada Heisaemon e Naganuma Shiro da escola Jikishinkageryu e Nakanishi Chuzo da escola Ittoryu, por sua vez, aproximadamente em 1754 d.C., propuseram protetores primitivos e, nos treinos de suas escolas, passaram a utilizar a espada de bambu, o que trouxe um formato de kendo próximo ao que conhecemos na atualidade.
Nesse método de treino, eram requisitados muitos elementos espirituais, que foram cultivados, provavelmente, como pano de fundo para a manifestação da técnica dentro do processo de treinamento e como usar de forma melhor e mais correta a espada de bambu. Como consequência, o kendo, dentro do processo de treinamento de suas técnicas, desenvolveu a relação entre natureza humana e técnica, construindo, assim, as bases de uma filosofia do kendo como caminho de busca para a vida e a existência humana.
Do início do fechamento do Japão ao mundo exterior, em 1639, até o ano de 1866, devido à contínua paz reinante, a necessidade de uso de arma de fogo foi abolida e o desenvolvimento desses artefatos interrompidos. Apesar disso, o uso da espada perdurou ao longo dos séculos. E como consequência de um caminho cuja técnica era posta a serviço da luta física, que punha em jogo a vida ou a morte,o kendo, acabou por atingir um elevado patamar, cujo caminho visava a educação e a formação do ser humano.

#### Período Meiji

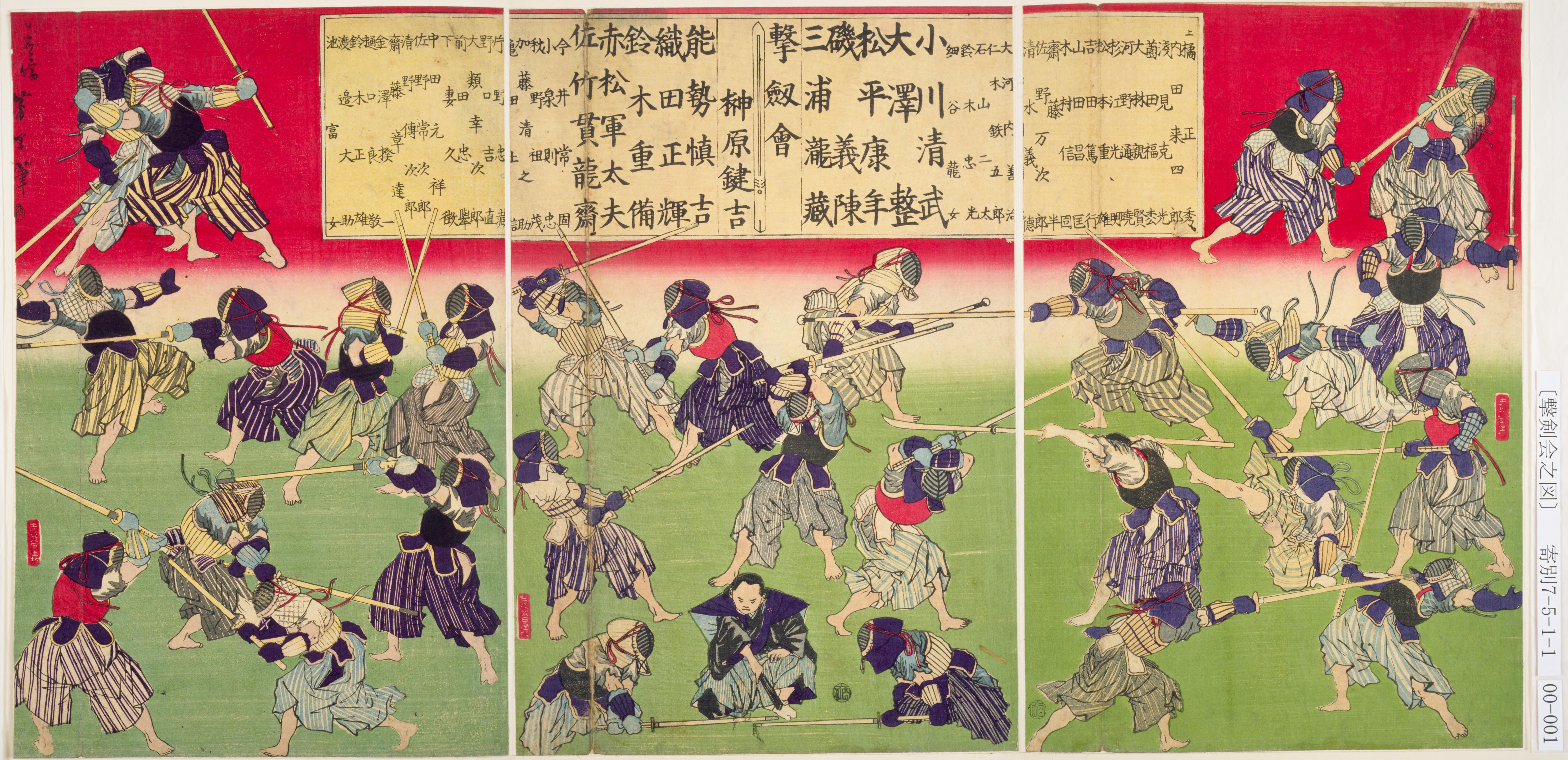
Kendo "esgrima" por Yoshitoshi (1873)

Como resultado do povo japonês, que desde os seus primórdios, cultivou uma educação calcada no caminho da pena e da espada, o kendo se desenvolveu visando a formação do ser humano e propiciando o caminho do guerreiro. Toda a evolução desta arte marcial ocorreu na era feudal, que perdurou por setecentos anos, terminando em 1868.
Com a restauração Meiji, como primeiro passo para a modernização, foram introduzidos muitos elementos culturais da civilização europeia no Japão e a cultura tradicional, por um tempo, foi deixada em segundo plano. Em 1876, a classe dos guerreiros – os samurais – foi extinta e, ao mesmo tempo, a prática de kendo nas escolas foi abolida, chegando esta arte marcial até mesmo a defrontar-se com o perigo da extinção.
Mais tarde, em 1890, o kendo volta a ser praticado nas escolas como atividade extra-curricular. Em 1895, foi criada a Associação Dai Nippon Butokukai, congregando todas as escolas de kendo. Foi estabelecida uma política de difusão e de desenvolvimento da orientação desta arte marcial.
Entre diversos mestres e escolas envolvidas nesse processo de unificação do kendo (Kendo Renmei), podemos citar:
- Ono-ha Itto-ryū – Kagehisa;
- Shintō Munen-ryū – Watanabe Noboru, Shibae Umpachiro, Negishi Shigoro;
- Musashi-ryū – Mihashi Kanichiro;
- Jikishin Kage-ryū – Tokuno Kanshiro, Abe Morie;
- Kyoshin Mechi-ryū – Sakabe Daisaku.

#### Período Showa
Com a derrota na Segunda Grande Guerra Mundial e por ordem do Comando Supremo das Tropas Aliadas no Japão, em dezembro de 1945, a prática do kendo foi totalmente proibida por ser considerada manifestação do ultranacionalismo pré-guerra e parte importante do treinamento militar durante a guerra.
Mas, em 1952, com a entrada em vigor do Tratado de Paz, o kendo começou a trilhar o caminho da revitalização e nesse mesmo ano foi criada a Liga Nacional de Kendo.
A tradição do kendo não permaneceu como no passado, adequando-se aos novos tempos e modificando-se para melhor adaptação à sociedade moderna, formando o embrião do kendo contemporâneo.

### Origens no Brasil
O Brasil tem uma grande tradição na prática do kendo, devido, entre outros fatores, ao grande número de imigrantes japoneses existente no seu território. O Brasil é o país que reúne maior número de imigrantes japoneses em todo mundo.
A história das artes marciais japonesas no Brasil, entre elas o kendo, começa com a chegada dos primeiros imigrantes japoneses ao Brasil, em 1908. Inicialmente, o kendo foi praticado individualmente pelos imigrantes e seus descendentes, principalmente no interior do estado de São Paulo.
Em 1933, na comemoração dos vinte e cinco anos do início da imigração japonesa, os praticantes de judô e kendo fundaram a primeira associação brasileira de judô e kendo, a "Hakoku Ju-Ken Do Ren-Mei". Desta época, destacam-se os nomes dos mestres Eiji Kikuchi Sensei, Ryunosuke Murakami Sensei e Kobayashi Sensei. O kendo também era ensinado nas escolas de língua japonesa existentes nas colônias.
A derrota do Japão na 2ª Guerra Mundial também afetou a vida dos japoneses no Brasil. Escolas de língua japonesa foram fechadas e qualquer manifestação da cultura japonesa foi proibida. Desta forma, o kendo só volta a ser praticado no Brasil depois do final da 2.ª Guerra Mundial e só toma contornos mais organizados alguns anos depois, com a fundação da Associação Brasileira de Kendo ("Zen Haku Kendo Ren-Mei", em japonês), em 1959.
Na cidade de São Paulo, os primeiros treinamentos foram provisoriamente realizados no centro da cidade e posteriormente, no início da década de 1960, passaram a ocorrer na sede de um dos primeiros clubes fundados pela comunidade nipo-brasileira, a Associação Cultural e Esportiva Piratininga (ACEP). Ainda hoje a ACEP vem sendo também o principal local de realizações de eventos oficiais, apresentações, campeonatos e exames de graduação no Brasil.
No estado do Rio de Janeiro, apesar de ter sido o local da primeira colônia agrícola japonesa no Brasil  em 1907, apenas em meados da década de 1960 o kendo começou a se organizar. Em 13 de abril de 1966 sob supervisão inicial dos senseis japoneses Katsusaburo Sasaki e Yukio Ikeda, foi fundada a Federação de Kendo do Rio de Janeiro. As primeiras entidades foram: Rio de Janeiro, Nova Friburgo, Niterói, São Bento, Volta Redonda e Angra dos Reis.

## Kendo na Atualidade

### No Mundo
O número de praticantes de kendo vem aumentando continuamente (em 2005 a FIK estimava que no Japão existam cerca de 1.2 milhões de praticantes, e no mundo 2.0 milhões)

### No Brasil
Acompanhando a evolução do kendo no Japão, considera-se que a era moderna do kendo no Brasil começou na década de 1970. É nessa época que Chicara Fukuhara retorna do Japão trazendo os ensinamentos e orientações do novo kendo dos mestres japoneses. Este fato pode ser considerado um dos principais marcos do início do kendo contemporâneo no Brasil. A partir de então, o kendo passa a ser cada vez mais praticado, principalmente na cidade de São Paulo e no interior do estado.
Em 1982, o Brasil foi sede do V Torneio Mundial de Kendo. Para contribuir com o desenvolvimento do Kendo no Brasil, a Universidade Kokushikan construiu um dojo de alto padrão, localizado no município de Vargem Grande, no interior do estado de São Paulo, e por anos enviou professores para melhorar o nível técnico do Kendo Brasileiro.
Em Agosto de 2009, em São Bernardo do Campo/SP, foi realizado o XIV Torneio Mundial de Kendo. Foram 32 Países participando das lutas Individual Feminino, com 104 atletas e 19 Países participando das lutas Feminino por Equipes, com 113 atletas. Foram 39 Países participando das lutas Individual Masculino, com 149 atletas e 35 Países participando das lutas Masculino por Equipes, com 222 atletas.

#### Resultados do Brasil em torneios internacionais

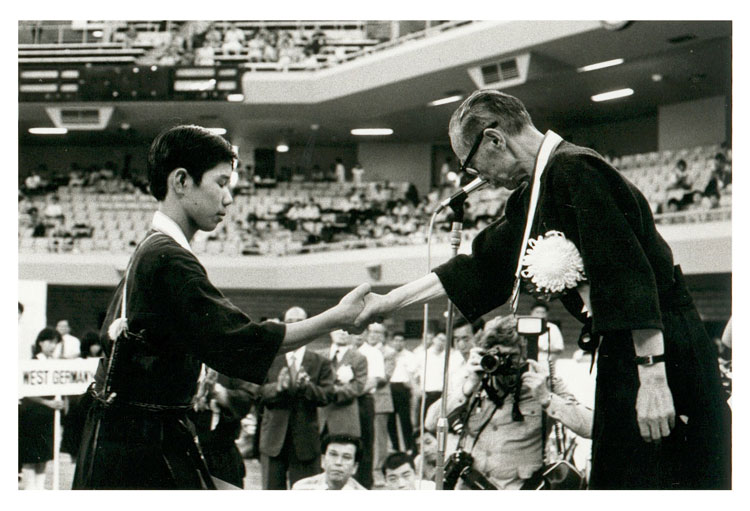
Jorge Kishikawa conquista a primeira medalha (3.º lugar) do Brasil nas competições individuais no II Torneio Mundial Juvenil, em Tóquio, 1977.

Como é evidenciado nos resultados alcançados em torneios mundiais, o Brasil tem a tradição de bons resultados nas competições internacionais desde 1970, quando foi fundada a FIK:
Medalhas por equipes
- 1970 – 3.º lugar – I Torneio Mundial Tóquio - Atletas: Tomiyoshi Toita, Frederico Fujihara, Mitsuo Kimura, Yoshikata Kiyohara, Kosho Higashi, Ichiro Orui, Isao Murakami, F. Yamaasa, S. Nagahashi e K. Takazawa
- 1977 – 3.º lugar – II Torneio Mundial Juvenil em Tóquio - Atletas: Jorge Kishikawa, Hugo Kenji Gondo e Alberto Gyotoku.
- 1982 – 2.º lugar –  V Torneio Mundial em São Paulo - Atletas: Yoshimi Kudo, Eiji Sugino, Hugo Kenji Gondo, Jorge Kishikawa e Roberto Someya
- 1985 – 2.º lugar – VI Torneio Mundial em Paris - Atletas: Oscar Hayashi, Yoshimi Kudo, Jorge Kishikawa, Hugo Kenji Gondo, Roberto Someya e Roberto Kishikawa
- 1988 – 3.º lugar –  VII Torneio Mundial em Seul - Atletas: Nelson Murakawa, Oscar Hayashi, Yoshimi Kudo, Roberto Kishikawa e Jorge Kishikawa
- 1997 – 3.º lugar – X Torneio Mundial em Kyoto - Atletas: Jogi Sato, Willian Fujikura, Flavio Hayashi, Roberto Someya e Roberto Kishikawa
- 2000 – 2.º lugar feminino –  XI Torneio Mundial em Santa Clara, EUA - Atletas: Mayu Dan, Natsumi Miyazawa, Miwa Onaka, Patricia Sato, Saly Konishi
- 2000 – 3.º lugar masculino –  XI Torneio Mundial em Santa Clara, EUA - Atletas: Kenji Toita, Willian Fujikura, Flavio Hayashi, Ernesto Onaka e Jogi Sato
- 2003 – Honra ao mérito – XII Torneio Mundial em Glasgow: Saly Stöckli
- 2003 – Honra ao mérito – XII Torneio Mundial em Glasgow: Jogi Sato
- 2009 – 3.º lugar masculino –  XIV Torneio Mundial em São Paulo, Brasil - Atletas: Coichi Urano, Heiji Kariya, Alberto Takayama, Zen Tachibana, Ernesto Onaka, Kenji Toida e Jogi Sato
- 2009 – 3.º lugar ferminino –  XIV Torneio Mundial em São Paulo, Brasil - Atletas: Kyoko Takeuchi, Harumi Tsukamoto, Izumi Honda, Erika Ashiuchi, Lie Toida, Natsumi Miyazawa e Miwa Onaka
- 2012 – 3.º lugar feminino –  XV Torneio Mundial em Novara, Itália
- 2015 – 3.º lugar feminino –  XVI Torneio Mundial em Novara, Itália

Medalhas individuais
- 1977 – 3.º lugar – II Torneio Mundial Juvenil em Tóquio: Jorge Kishikawa
- 1977 – Honra ao mérito – II Torneio Mundial em Tóquio: Jorge Kishikawa
- 1985– Honra ao mérito – VI Torneio Mundial em Paris: Roberto Kishikawa
- 1985 – 1.º lugar nas categorias 2.º e 3.º dan – VI Torneio Mundial em Paris – Goodwill matches: Roberto Kishikawa
- 1985 - 3o. lugar nas categorias 2o. e 3o. dan - VI Torneio Mundial em Paris - Goodwill matches: Oscar Hayashi
- 1985 – 2.º lugar nas categorias 4.º e 5.º dan – VI Torneio Mundial em Paris – Goodwill matches: Jorge Kishikawa
- 1988 – Honra ao mérito – VII Torneio Mundial em Seul: Jorge Kishikawa
- 1988 – Honra ao mérito – VII Torneio Mundial em Seul: Roberto Kishikawa
- 1994 – Honra ao mérito – IX Torneio Mundial em Paris: Roberto Kishikawa
- 1997 – Honra ao mérito – X Torneio Mundial em Kyoto: Roberto Kishikawa
- 1997 – 2.º lugar – X Torneio Mundial em Kyoto: Miwa Onaka
- 2000 – Honra ao mérito – XI Torneio Mundial em Santa Clara: Miwa Onaka
- 2003 – Honra ao mérito – XII Torneio Mundial em Glasgow: Miwa Onaka
- 2006 – Honra ao mérito –  XIII Torneio Mundial em Taiwan: Miwa Onaka
- 2006 – Honra ao mérito – XIII Torneio Mundial em Taiwan: Ernesto Onaka
- 2009 – Honra ao mérito – XIV Torneio Mundial em São Paulo: Lie Kimura
- 2009 – 3.º lugar – XIV Torneio Mundial em São Paulo: Eliete Harumi Takashina

## Organizações

### Mundiais
Em 1970, foi fundada a Federação Internacional de Kendo (IKF), com sede no Japão.
Em 2006, a IKF passou a fazer parte da General Association of International Sporting Federations (GAISF), entidade máxima do esporte mundial, que congrega entidades de diversos outros esportes (como FIFA, FIBA, FIVB) e artes-marciais (como Federações Internacionais de Aikidô, Judô, Jujitsu, Karatê). A partir de então a sigla IKF foi alterada para FIK.
Em novembro de 2002 foi criada a Confederação Sul-americana de Kendo (CSK), transformada em 2008 em Confederação Latino Americana de Kendo.
São mundialmente regidos e regulamentados pela FIK as atividades de kendo. Até 2015, havia, filiadas na FIK, 57 entidades representantes de países. Entre estas, podemos citar:
- ÁFRICA: África do Sul
- ÁSIA: Coreia, Rep. Popular da China, Japão, Malásia, Hong Kong, Taiwan, Macau, Singapura, Índia, Irã, Israel, Kwait, Filipinas, Tailândia, Brunei
- AMÉRICA: Argentina, Aruba, Brasil, Canadá, Chile, Colômbia, Costa Rica, El Savador, Equador, EUA, Guatemala, Havaí, México, Panamá, Rep. Dominicana, Uruguai, Venezuela
- EUROPA: Alemanha, Andorra, Bélgica, Bulgária, Croácia, Dinamarca, Espanha, Eslováquia, Estônia, Finlândia, França, Grã-Bretanha, Grécia, Holanda, Hungria, Irlanda, Israel, Itália, Letônia, Lituânia, Luxemburgo, Macedônia, Malta, Moldova, Montenegro, Noruega, Polônia, Portugal, República Tcheca, Romênia, Russia, Servia, Suécia, Suíça, Turquia
- OCEANIA: Austrália, Nova Zelândia

### Brasileiras
Como fatos marcantes que acompanham o crescimento do kendo no Brasil, podemos citar:
- 1966 – criação a Federação de Kendo do Rio de Janeiro.
- outubro de 1981 – criação a Federação Paulista de Kendo (FPK).
- 29 de julho a 3 de agosto de 1982 – o Brasil é país-sede do 5.º Campeonato Mundial de Kendo, realizado na cidade de São Paulo.
- agosto de 1998 – é criada a Confederação Brasileira de Kendo (CBK/CBKendo), tendo como filiadas fundadoras: Federação Paulista de Kendo (São Paulo), Federação de Kendo do Estado do Rio de Janeiro (Rio de Janeiro), Associação Metropolitana de Kendo (Brasília), Associação Kendo Shinko-kai de Londrina (Paraná).

No Brasil, a CBK é reconhecida pelo Ministério dos Esportes como entidade reguladora da prática do kendo, sendo também a representante da FIK no país.
Existem mais de trinta Dojo de kendo filiadas à CBK, distribuídas por todas as regiões do país. A prática está mais desenvolvida no Rio de Janeiro, Minas Gerais, Paraná, Santa Catarina, Rio Grande do Sul, Distrito Federal, Pernambuco, Espírito Santo, Mato Grosso, Pará e São Paulo (onde há a maior quantidade de praticantes). Também existem grupos organizados que treinam kendo sob a orientação da CBK em estados como Minas Gerais, Alagoas, Bahia e Paraíba, entre outros. Em 2008 são mais de 900 praticantes de kendo nos Dojos ligados à CBK, em todo o Brasil.
De acordo com indicação da CBK, o ensino do kendo não pode assumir caráter profissional ou comercial. Desta maneira, entre os Dojos filiados à CBK, não é permitida a cobrança para o ensino do kendo, salvo a quantia necessária para manter as atividades do Dojo (academia). Nesse sentido, o item 3 do artigo 6, do capítulo "Supplemental Provisions of FIK Constitution" discorre que "No caso em que o ensino do kendo é utilizado de má fé para qualquer propósito comercial", há razões para pedido de expulsão de um membro. Existem também Dojos onde o ensino é gratuito, como em São Carlos/SP.
A Confederação Brasileira de Kendo, atualmente, também mantém treinos on-line de Kendo, Iaido Seitei e Jodo Seitei.

#### Entidades não oficiais
A Confederação Brasileira de Kobudo (CBKob), pelo senhor Jorge Kishikawa, alega ensinar kenjutsu, embora não possua credenciais oficiais ou autorização de nenhum estilo de arte marcial Koryu para tal. Segundo informações prestadas por esta instituição, existem aproximadamente 50 Dojos do Instituto Cultural Niten (única entidade filiada à "CBKob"), também fundado pelo senhor Jorge Kishikawa, com aproximadamente 800 alunos.

### Portuguesas
Em Portugal a representante da FIK é a Associação Portuguesa de Kendo (APK).
De acordo com a APK, até 2014 os Dojos filiados eram: Lisboa, Porto, Coimbra, Aveiro, Leiria e Braga.

## Equipamentos e roupas
Kendō é praticado usando roupas tradicionais de estilo japonês e armadura de proteção bōgu (防具) E usando um ou, menos comumente, dois |shinai (竹刀).

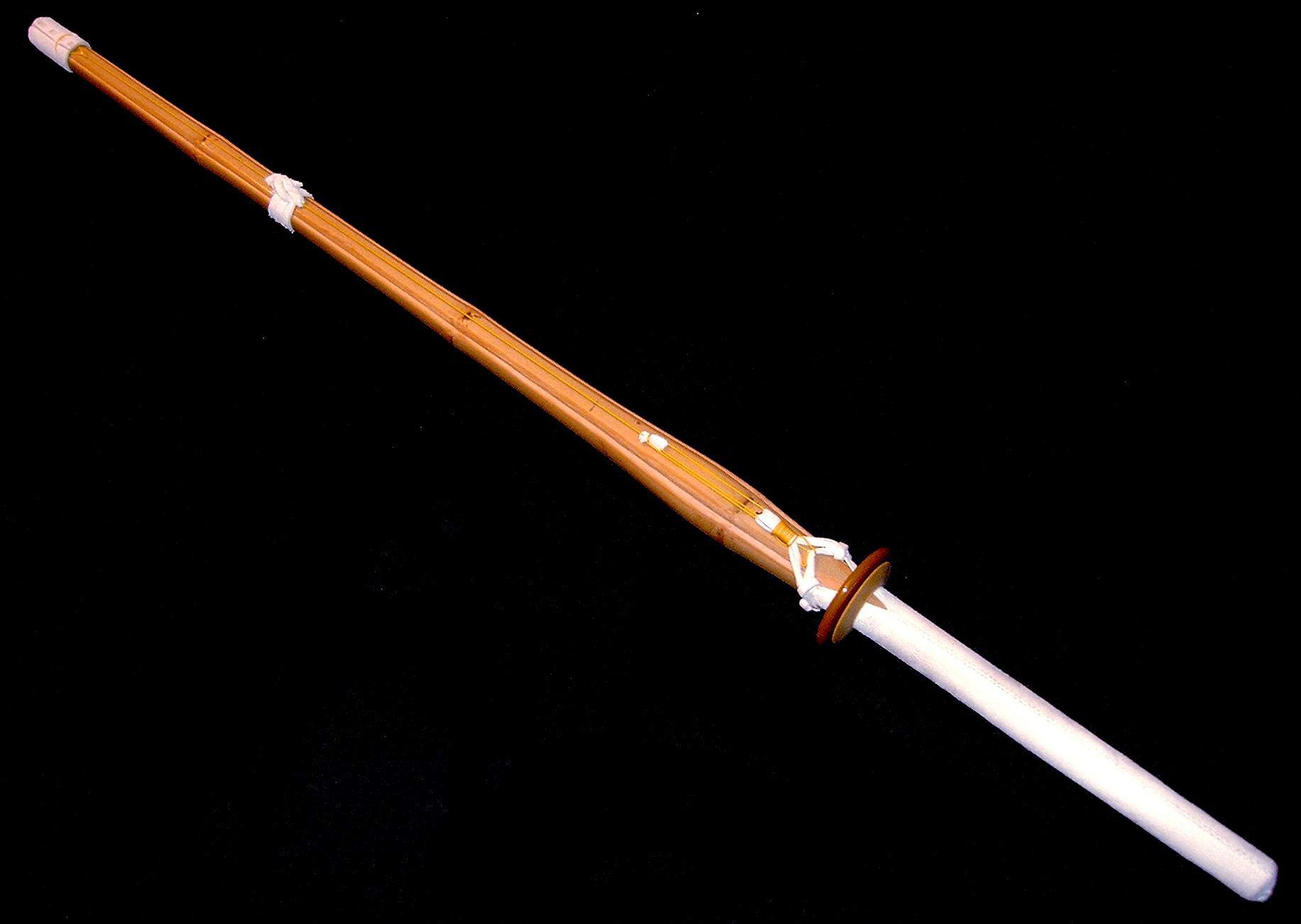
Shinai (竹刀)
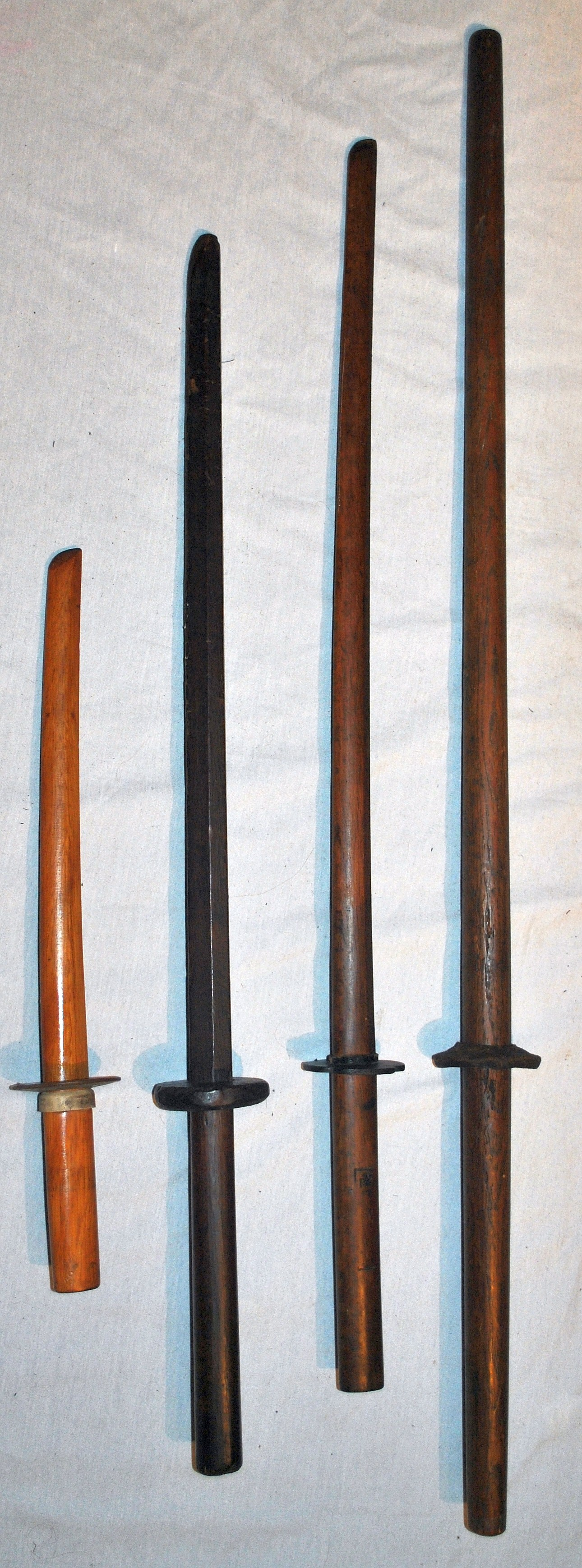
Bokutō (木刀)
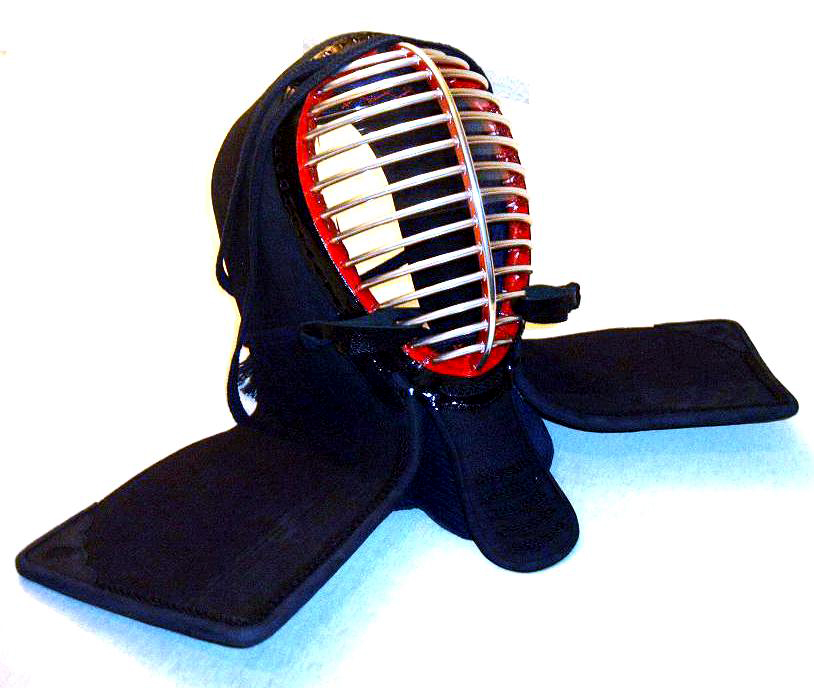
Men (面)
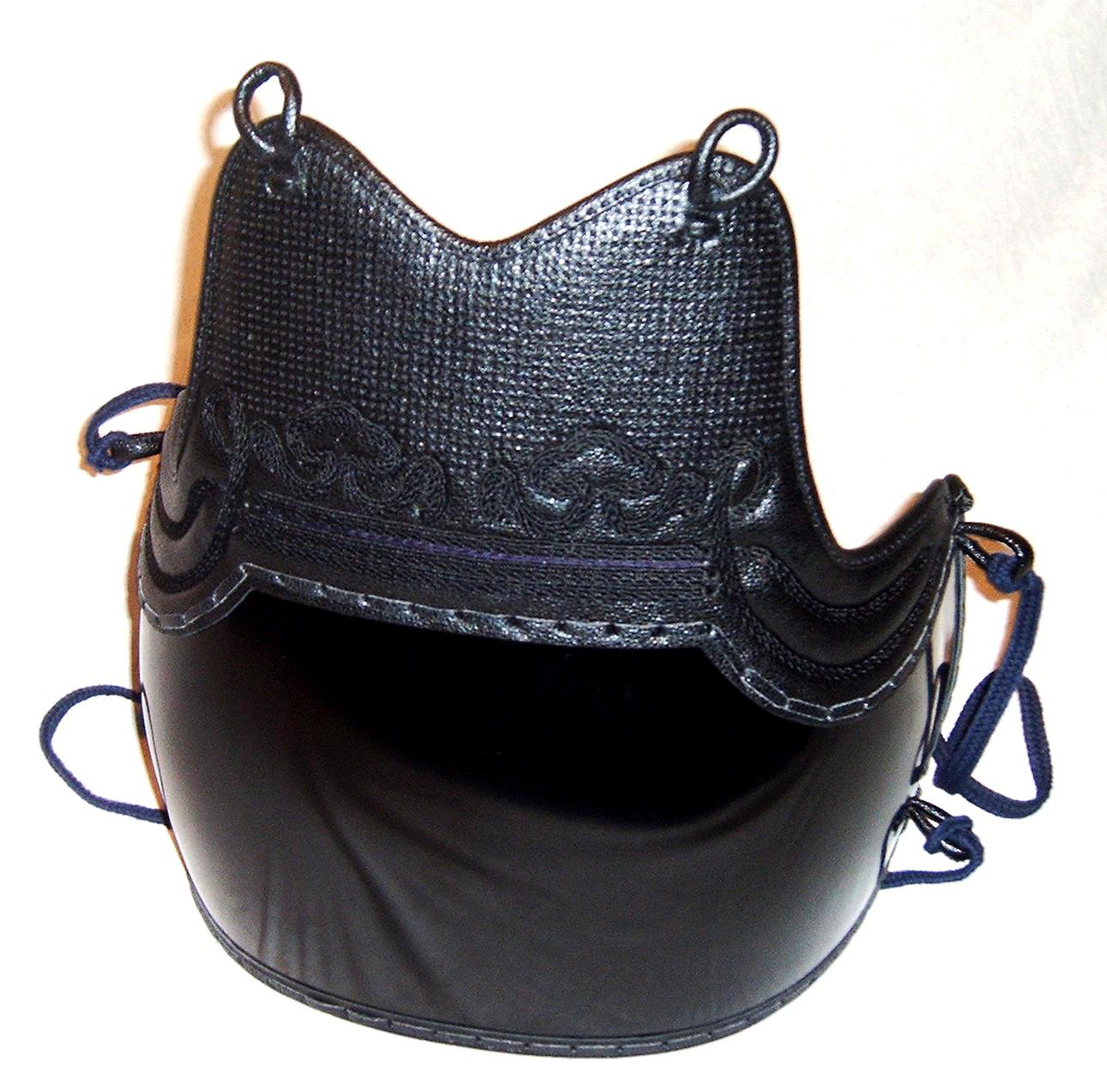
Dō (胴)
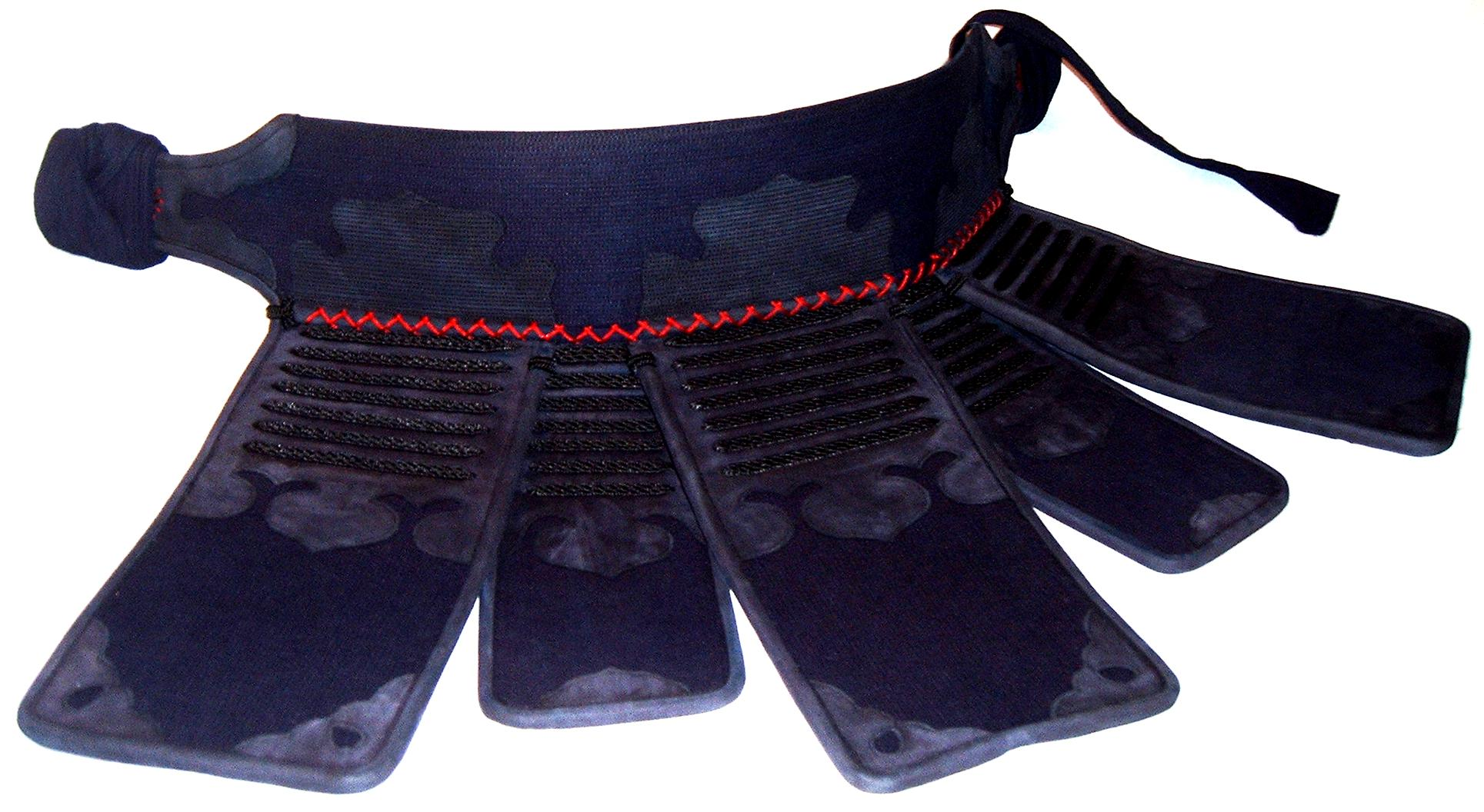
Tare (垂れ)
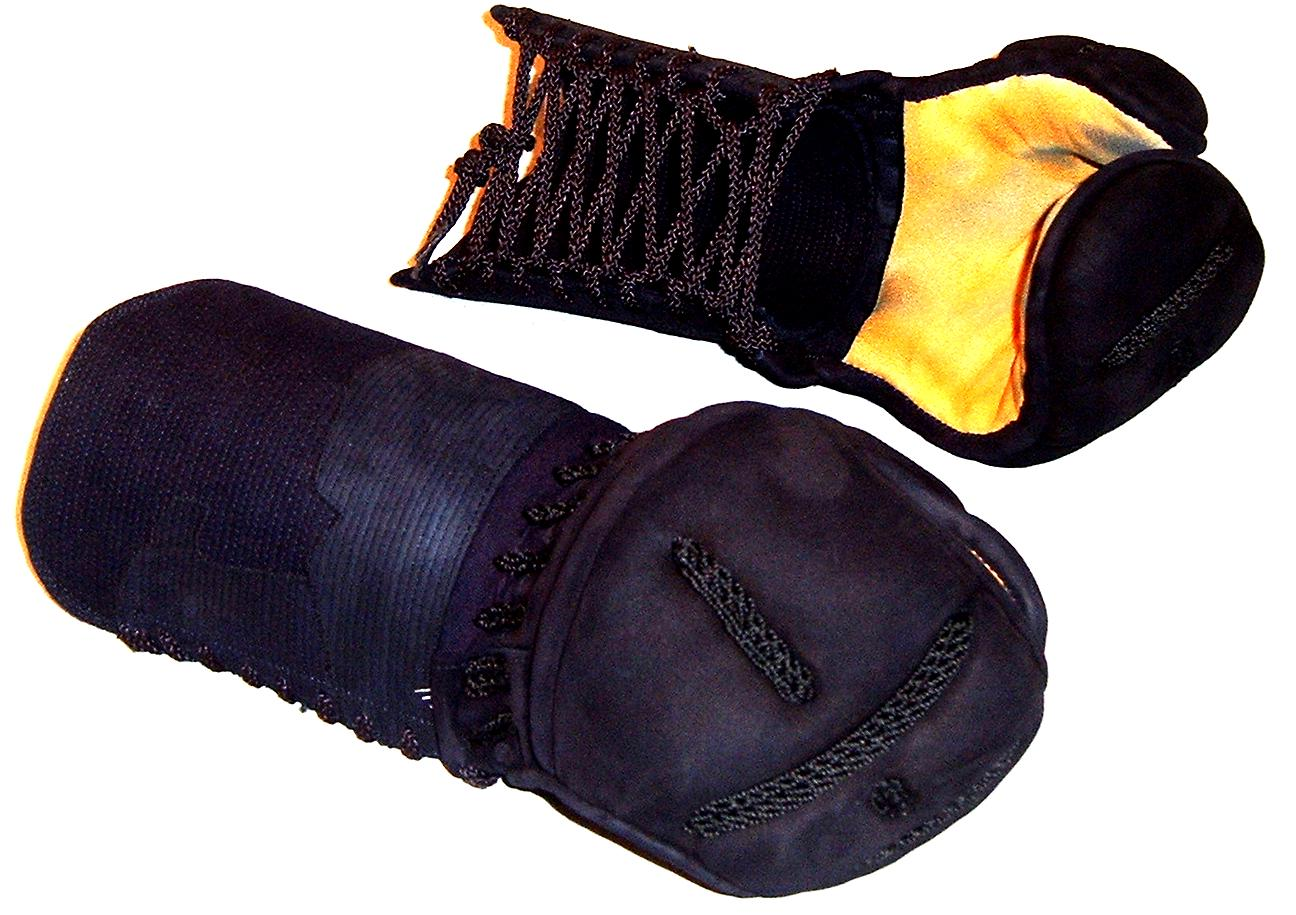
Kote (小手)
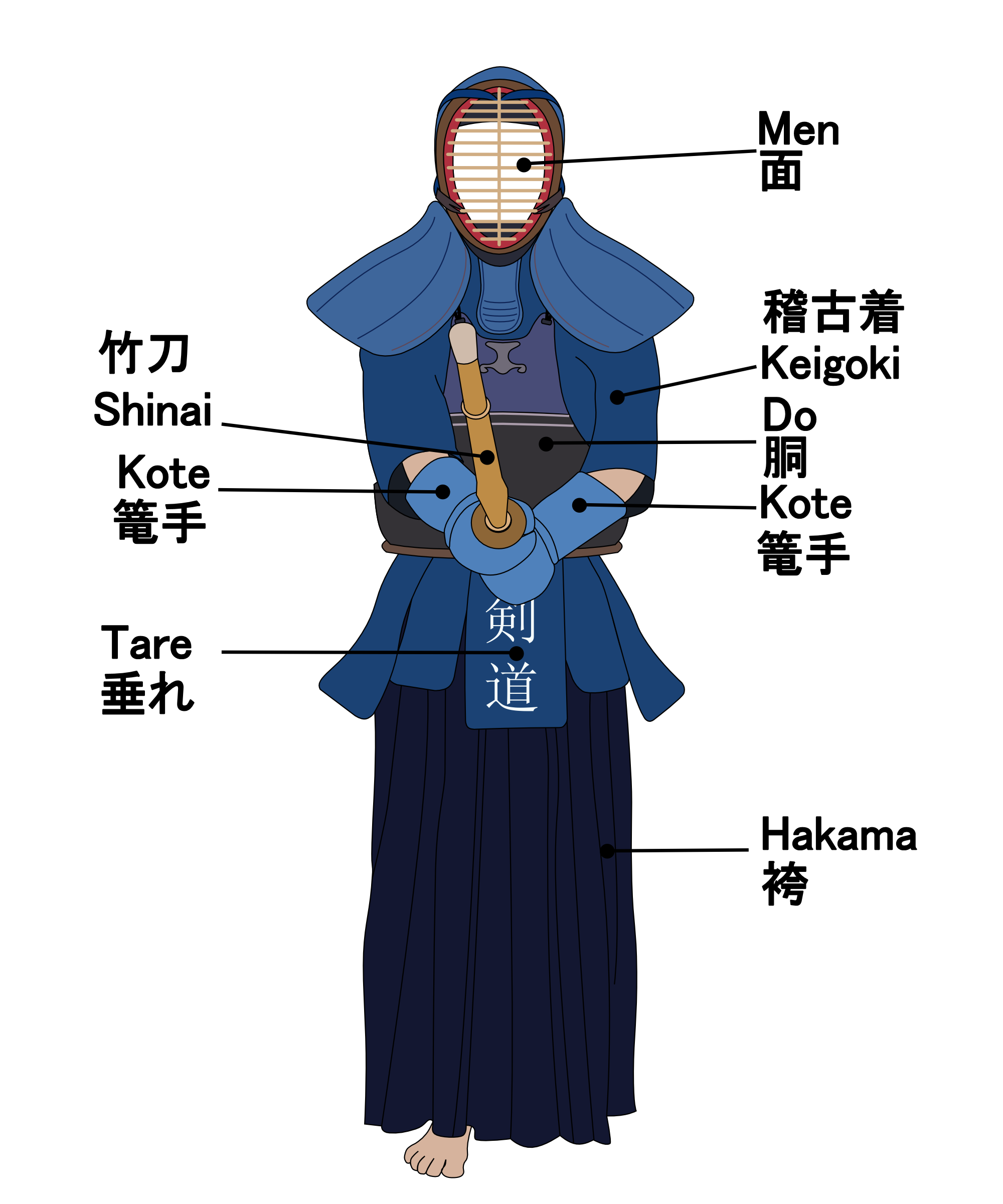
Roupas e peças de armadura

### Equipamento
O shinai (竹刀) É uma representação da verdadeira espada japonesa katana (刀) E é composto por quatro varas de bambu unidas por partes de couro. Uma variante moderna do shinai feita de fibra de carbono reforçada por camadas também é usada. de resina.
Na prática de 'kata, uma espada de madeira sólida também é usada, em japonês bokutō (木刀) - freqüentemente chamada de bokken (木剣) Pelos ocidentais.
Os golpes são realizados tanto com o lado (a lâmina) quanto com a ponta do shinai ou bokutō.
O bōgu (防具) (Ou a armadura) protege partes específicas do corpo que são o alvo dos vários golpes: a cabeça, os pulsos e os quadris. A cabeça é protegida por um capacete "estilizado" chamado men (面), Com uma grade de metal chamada men-gane (面金) Para proteger o rosto, uma parte de grossas camadas de couro e tecido para proteger a garganta (tsuki -dare (突 垂 れ?)) e as abas de tecido acolchoado para proteger os ombros e parte do pescoço (men-dare (面垂れ)). Os antebraços, pulsos e mãos são protegidos por luvas de tecido acolchoadas chamadas kote (小手). O tronco é protegido por um corpete denominado dō (胴) Enquanto a cintura e a virilha são protegidas pela tare (垂れ), Composta por três tiras de tecido colocadas verticalmente. A parte central da tara é geralmente coberta por uma espécie de rótulo, em japonês zekken (ゼ ッ ケ ン?) Ou nafuda (名 札 な ふ だ?), Que mostra o nome do praticante e do Dōjō (ou Nação) a que pertence. A tara não representa um alvo possível, mas apenas uma proteção contra golpes acidentais e incorretos.

### Roupas
A roupa usada sob o bōgu inclui uma jaqueta chamada kendōgi (剣道着) - ou keikogi (稽古着) de cor branca ou azul - e o hakama (袴), uma espécie de saia-calça larga, de cor azul.
Um lenço de algodão chamado tenugui (手拭い) é enrolado e amarrado na cabeça, sob o capacete, para absorver o suor e garantir que o men (面) se ajuste confortavelmente.

## Prática
A prática do kendo não se limita ao manejo da shinai (espada de bambu), Bokuto (espada de madeira) ou katana (espada longa japonesa), mas abrange também a prática e cultivo do espírito e do Reigi (etiqueta).
O ken (espada) é estudado de duas formas: prática (shiai) e o kata.

### Objetivo da prática dekendo
- Não golpear pontos incorretos.
- Não desperdiçar golpes.
- Golpear atacando e quebrando a postura do adversário.
- Golpear com destemor, 'sem pensar na morte'

### Kamae
Há cinco diferentes Kamae (posturas de combate) em kendo, com um número de variantes. Segundo a AJKF, temos as seguintes definições:
1. Chudan no Kamae: Este é o mais básico e fundamental Kamae, e serve como a raiz de todos os outros.
A espada é posicionada à frente do corpo, apontando para a garganta do oponente e buscando manter a linha central.
Chudan também é conhecido como o Kamae de água devido à sua ﬂexibilidade e capacidades adaptativas. Um forte Chudan no Kamae serve tanto para produzir um forte ataque como uma defesa impenetrável.
Variantes:
- Seigan no Kamae. Esta variante do Chudan é utilizada quando se enfrenta um adversário que está na Jodan no Kamae. A ponta da espada é posicionada mais alto que no chudan padrão.
- Kasumi no Kamae: Junto com Seigan no Kamae, é atualmente utilizado em lutas contra Hidari Jodan no Kamae ou contra Nito-ryu. Nesta variante, a linha central é deslocada para a direita do lutador, protegendo assim seu kote direito.
- Chudan Hanmi no Kamae: Esta variante do Chudan é tomada quando se utiliza Shoto, e pode ser visto na Kodachi no Kata: Ipponme.
- Chudan Iri-Mi no Kamae: Outra variante para Shoto, que pode ser vista no Kodachi no Kata: Nihonme.

2. Jodan no Kamae: Também conhecido como Hi no Kamae (Kamae de fogo) ou Ten no Kamae (Kamae do Céu), é um kamae agressivo, tanto espiritualmente quanto ﬁsicamente.
A espada é segurada acima da cabeça, em um ângulo que varia de 45 a 20 graus em relação ao solo.
Quando se utiliza Jodan, podemos pressionar o oponente com seus ataques, assim como com o seu espírito. A eﬁcácia da Jodan é dependente mais do aspecto espiritual do que físico, daí Jodan é considerado um "Kokoro no Kamae"; uma atitude ou mentalidade.
Variantes:
- Morote Hidari Jodan: Esta é a forma normal de Jodan, onde o pé esquerdo está na frente e a espada em um ângulo de cerca de 30 graus para a direita.
- Morote Migi Jodan. A segunda versão do Jodan. Os pés são os mesmos que em Chudan e o espada é segurada reta sobre a cabeça.

3. Gedan no Kamae: Gedan no Kamae também é conhecido como o Kamae da Terra.
Nesta postura, a ponta da espada aponta em direção ao solo, abaixo da linha dos joelhos.
Embora possa parecer-se com uma postura defensiva, é uma postura capaz de atacar adversários, impedir um ataque ﬂagrante e criar oportunidades. Também ajuda a disfarçar a intenção do lutador. Muitos vão usar Gedan no Kamae como uma transição da Chudan no Kamae para um ataque de Tsuki. Segundo o livro "Kendo Fundamentais": "O Gedan no Kamae é usado quando você baixar o kensen e, ao mesmo tempo que protege o seu próprio corpo, evoluir para um ataque que está em conformidade com os movimentos e as ações do adversário."
Variantes:
- Gedan Hanmi no Kamae. Encontrado no Kodachi no Kata: Sanbonme.

4. Hasso no Kamae: Hasso no Kamae também é conhecido como o Kamae da Madeira. A espada fica posicionada ao lado direito do corpo, com a ponta voltada para cima, em um ângulo que varia de 45 a 20 graus em relação ao solo. Quando assume-se Hasso no Kamae, ele deve ser reto e forte como uma árvore, capaz de respeitar os seus adversários "de cima". Hasso é considerada uma variante do Jodan no Kamae, e portanto é uma postura agressiva.
Variantes:
Existem Migi e Hidari Hasso no Kamae. Utilizados, em geral, como transição para um ataque Jodan Kara "falso", ou como uma modiﬁcação de Katsugi Waza (Kotê-Men).
Hidari Hasso no Kamae é uma variante mais rara desta postura, onde a espada fica ao lado esquerdo do corpo. Não é praticado dentro dos kata de kendo.
5. Waki Gamae: Waki Gamae também é conhecido como o Kamae de metal ou a Kamae de Ouro, indicando uma espécie de "preciosidade escondida". Esse Kamae pode ser visto no Nihon Kendo Gata: Yonhonme, e no Kodachi no Kata Nihonme.
Neste Kamae, a espada fica oculta à direita do corpo, as mãos na linha da cintura. Tem como objetivo esconder do adversário o tamanho da espada e a trajetória que irá tomar. Praticamente sem uso no kendo, especialmente pelo fato das espadas possuírem tamanho padrão nas lutas.
Cada um dos diferentes Kamae acima citados tem as suas origens nas técnicas desenvolvidas em campos de batalha, o antigo Kenjutsu . Hoje, são praticados no Kata, ajudando a manter os laços entre kendo moderno e suas origens. Para a prática de Shiai, a didática do kendo é concentrada no Chudan, tanto que manuais e vídeos de instrução ilustram as técnicas sempre a partir deste kamae. Outros kamaes (Jodan, mais raramente kamaes de duas espadas) aparecendo apenas excepcionalmente como adendo.

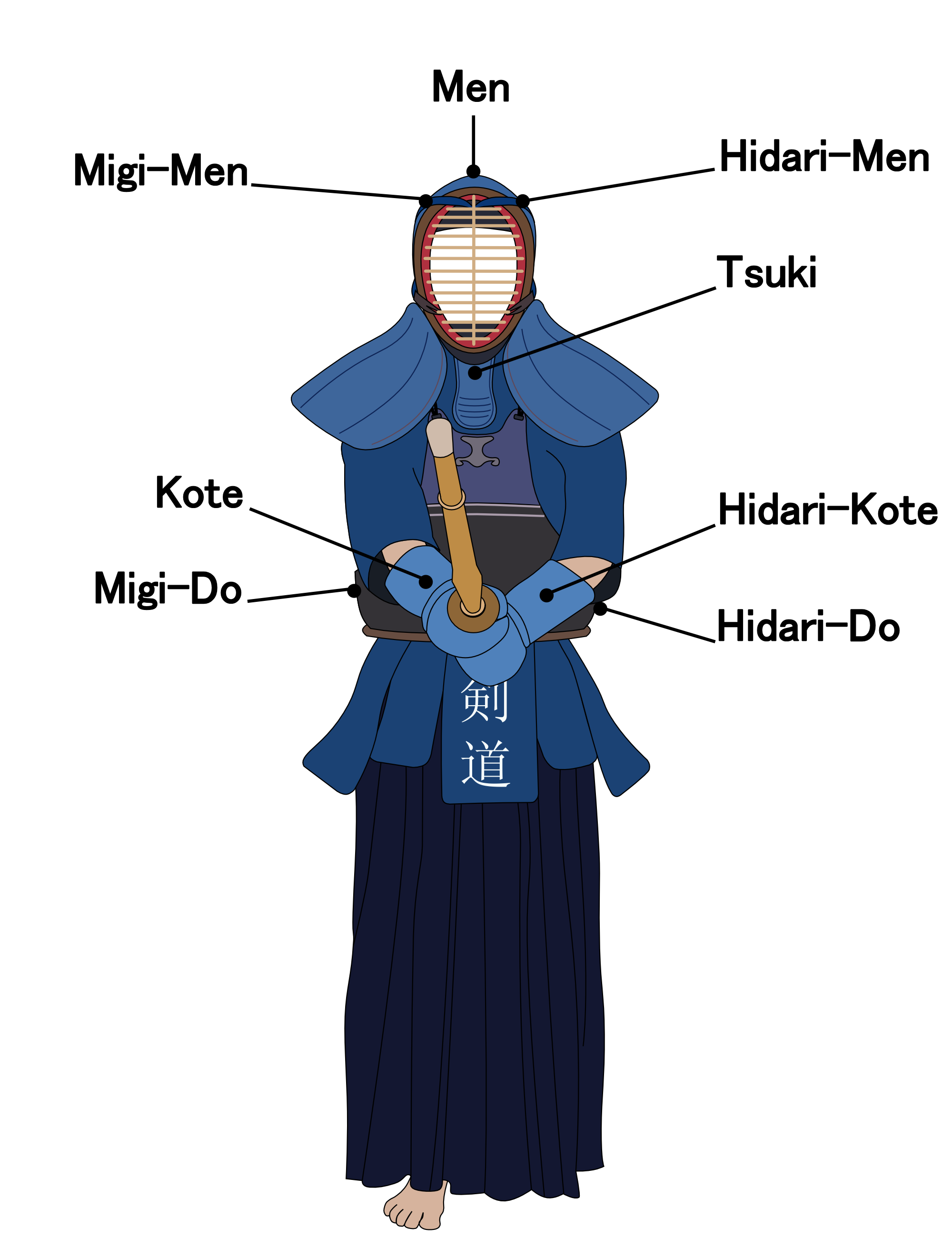
Principais pontos-alvo do Kendo

### Shiai(luta)
Devido à existência de lutas e campeonatos em âmbitos regionais, nacionais e internacionais, o kendo possui um aspecto competitivo bastante relevante, mas preservando sempre suas características marciais e a etiqueta (Reigi), destacando-se entre as artes marciais japonesas. No kendo, o critério de golpe válido/letal (yûkô-datotsu) é bastante subjetivo e está diretamente relacionado às origens marciais da arte, que prega a sincronia perfeita entre a energia do praticante ("Ki"), a trajetória e a precisão da espada (técnica, "ken") e a "postura" (necessária para a correta aplicação da força e a correta movimentação) ("tai"). Essa sincronia é denominada de Ki-Ken-Tai Icchi (気剣体一致), e é um dos ensinamentos fundamentais do kendo.
No kendo, as lutas são realizadas com uma espada de bambu, chamada de shinai (竹刀), e são usados protetores para todas as regiões de ataque, além de uma vestimenta especial: hakama (calça), dogi ou keiko-gi (camisa/blusa) e bogu (armadura). Alguns praticantes usam ainda o obi (faixa).
São executados cortes no centro e nas laterais da cabeça (men-uchi), no antebraço (kote-uchi), na lateral do abdome (dô-uchi) e na garganta (estocada) (tsuki), e cada golpe deve ser anunciado com o Kiai, ou seja um grito que demonstre o espírito e a vontade do kenshi. As lutas duram de três a cinco minutos e são disputadas na forma de melhor de três, e o vencedor é aquele que aplicar primeiro dois ippon, ou seja, golpe considerado letal. Existe a possibilidade de haver enchô ou prorrogação em caso de empate no tempo regulamentar, e o vencedor é aquele que aplicar primeiro um ippon.
Outros pontos importantes que podem ser considerados nas lutas são:
- O golpe só é válido se aplicado com o lado correto da Shinai (equivalente ao lado de corte da Katana);
- O golpe só é valido se o realizado com o correto ângulo de corte;
- Não é permitido golpear enquanto um oponente que estiver com a espada sobre o seu ombro;
- Duas penalizações de um mesmo praticante durante uma luta são consideradas um Ippon. Podem ser consideradas penalizações:
  - Pisar fora da área de luta;
  - Empurrar o adversário para fora da área de luta;
  - Segurar a Shinai fora da Tsuka (equivalente a segurar a espada pela lâmina);
  - Demonstrar falta de combatividade;
  - Passar rasteira no adversário;
  - Soltar ou perder a Shinai durante a luta.

Nas lutas, conforme regulamento da FIK, é possível utilizar técnicas de Itto-ryu (uma única espada longa) ou Nito-ryu (duas espadas - uma longa e outra curta).

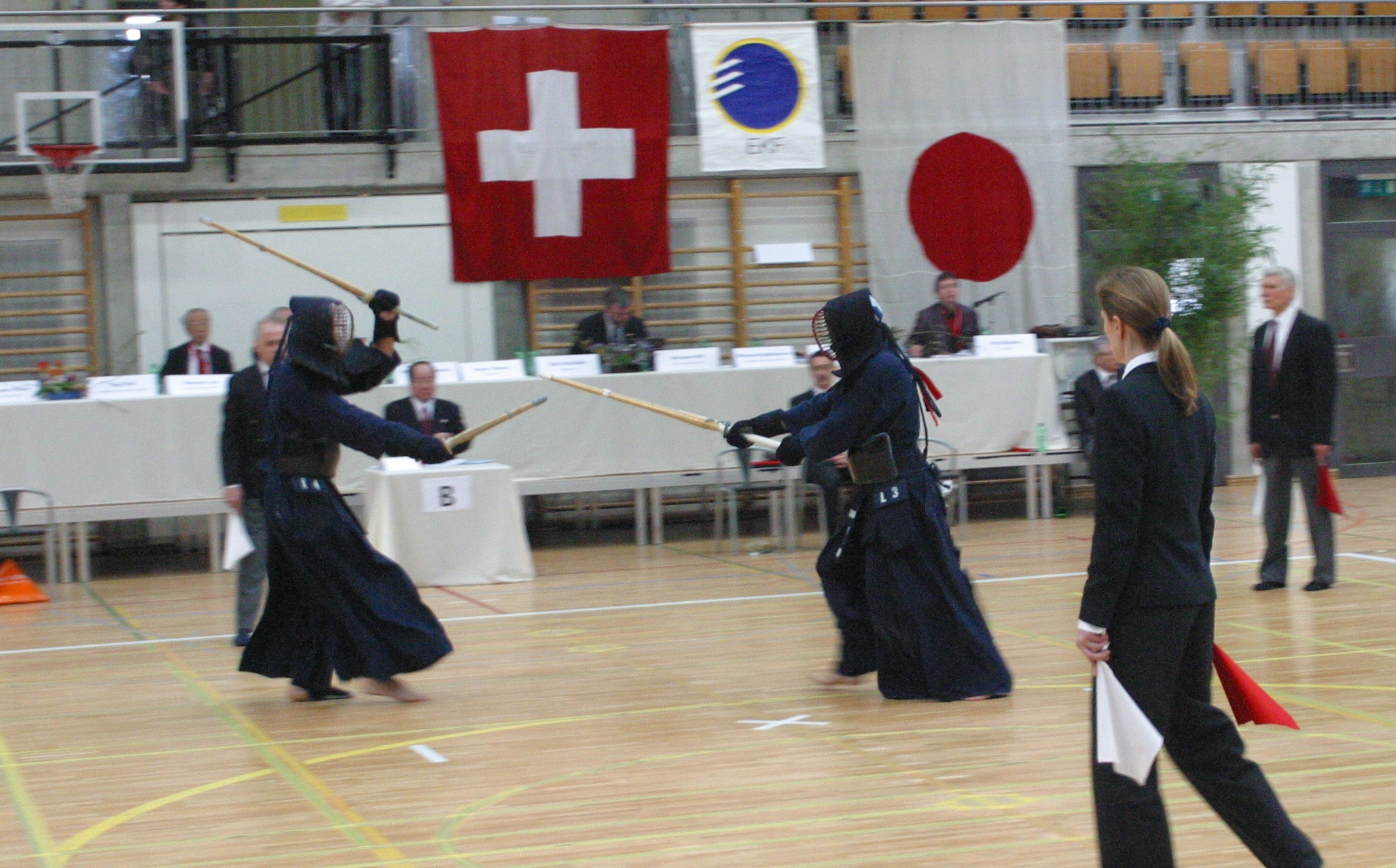
Nito-ryu - Europeu de Kendo 2005

Observa-se que a grande maioria dos praticantes de kendo opta por utilizar Itto-ryu, especialmente em Chudan-no-kamae, principalmente devido à sua ﬂexibilidade e capacidades adaptativas. Apesar disso, não é proibido o uso dos kamae anteriormente citados.
Uma observação quanto ao uso de Nito-ryu e do Jodan-no-Kamae é que a prática destas técnicas dentro do kendo é estimulada apenas aos alunos mais experientes, devido a importância de se fixarem profundamente os fundamentos da espada antes que o praticante passe a lidar com técnicas mais avançadas.
O uso de Jodan é visto por muitos mestres japoneses como uma atitude presunçosa e quase arrogante.
Nas 56 edições do Campeonato Japonês de Kendo realizadas até 2008, apenas 8 campeonatos foram vencidos por praticantes de Jodan: Chiba Sensei ganhou 3 vezes: 1967, 1970 e 1973. Aquando da sua primeira vitória tinha 22 anos e era 5º dan (Chiba sensei é 8º dan hanshi e lançou em novembro de 2008 um conjunto de três DVD’s sobre kendo, sendo o terceiro volume dedicado ao Jodan). Toda Sensei ganhou 2 vezes: 1963 e 1965. Aquando da sua primeira vitória tinha 23 anos e era 5º dan (Toda sensei é 8º dan hanshi e especialista em Nito Ryu). Kawazoe ganhou 2 vezes: 1972 e 1976. Aquando da sua primeira vitória tinha 21 anos e era 4º dan (Kawazoe sensei era o único que não era polícia. Kawazoe faleceu com 27 ou 28 anos num desastre ferroviário enquanto viajava pela China). Shodai ganhou 1 vez: 2008. Aos 27 anos e 5º dan, membro da polícia de Kanagawa, foi sua 4ª participação no campeonato.

### Nihon kendō gata
Além da luta (shiai), um praticante de kendo também se aperfeiçoa nos kata, técnicas específicas de kendo que consistem em conjuntos de movimentos pré-determinados. Atualmente, existem sete kata para Tachi, a espada grande (também conhecida como Katana), e três para Kodachi, a espada curta (também conhecida como Wakizashi).
No kendo, os kata são sempre praticados em duplas, da mesma maneira que no Judô, diferente de outras artes marciais, onde quem executa o Kata está sozinho, lutando contra oponentes imaginários.

Um dos praticantes do Kata é denominado Uchidachi ou Uchitachi (打太刀), desempenhado geralmente pelo praticante mais avançado. O outro é denominado Shidachi ou Shitachi (仕太刀), desempenhado geralmente pelo praticante mais novato. Nos Katas, Uchidachi é quem executa os ataques, enquanto Shidachi é quem executa o contra-ataque (é quem "ganha" o Kata). Por ser Uchidachi quem dita o ritmo do Kata, este costuma ser o praticante mais avançado.

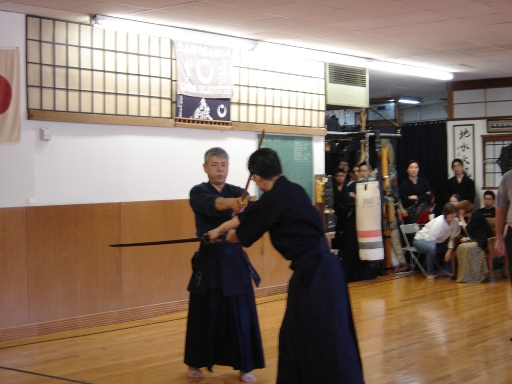
Nihon Kendo Kata.

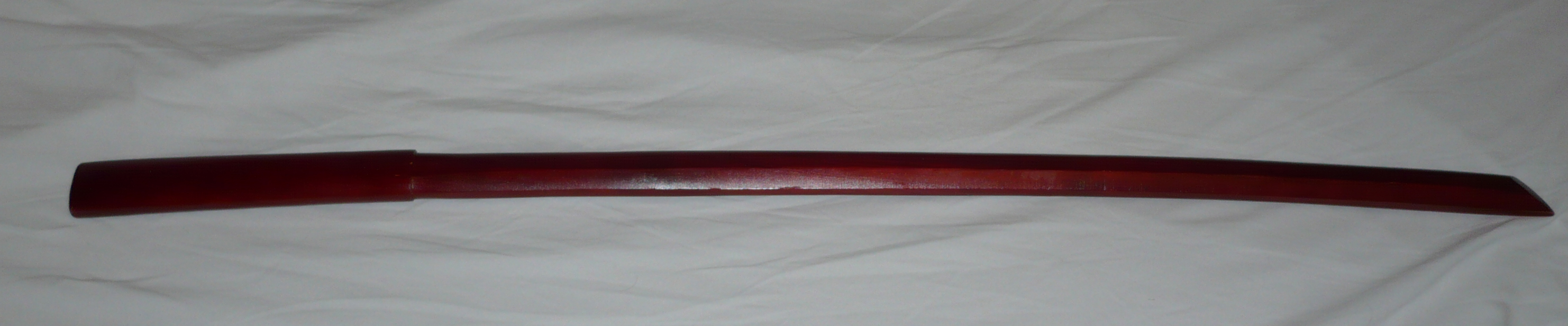
Bokken.

Como no Shiai (luta), nos 10 (dez) Kata do kendo existem muitos detalhes filosóficos, além da técnica apurada, que devem ser desenvolvidos simultaneamente em diferentes Kamae (posições).
Os sete primeiros Kata são com ambos utilizando Tachi (espada longa):
1. ambos em Jodan-no-Kamae
2. ambos em Chudan-no-Kamae
3. ambos em Gedan-no-Kamae
4. Uchitachi em Hasso-no-Kamae e Shidachi em Waki-Gamae
5. Uchitachi em Jodan-no-Kamae e Shidachi em Chudan-no-Kamae
6. Uchitachi em Chudan-no-Kamae e Shidachi em Gedan-no-Kamae
7. ambos em Chudan-no-Kamae

Nos três últimos Kata, o Uchidachi utiliza Tachi e o Shidachi utiliza Kodachi (espada curta):
1. ambos em Chudan-no-Kamae
2. Uchidachi em Jodan-no-Kamae e Shidachi em Chudan-no-Kamae
3. Uchidachi em Chudan-no-Kamae e Shidachi em Gedan-no-Kamae

### Bokuto Ni Yoru Kendo Kihon Waza Keiko Ho / Kihon Kendo Gata
Esse método de treino básico com Bokutô foi desenvolvido pelos mestres da FIK a partir de 1970, sendo uma série de Kata com Bokutô, com o propósito de:
- Ajudar o praticante a aprender o conceitos de que o Shinai é a representação da Katana;
- Desenvolver uma técnica e base sólidas, que podem ser diretamente utilizadas na prática com Bogu;
- Desenvolver no praticante habilidades e conhecimento para a prática do Nihon Kendo Gata;
- Desenvolver Reihō (etiqueta).

De uma maneira geral, nesse treino é possível treinar o ângulo correto da lâmina da Katana quando o golpe é aplicado. Dessa maneira diminui-se a diferença entre o treino e aplicação dos golpes com Shinai e com Bokuto, ou Katana.
Os exercícios são os seguintes:
- Kihon Ichi: Ippon-uchi no waza: Men, Kote, Do, Tsuki.
- Kihon Ni: Nidan no waza: Kote-Men.
- Kinon San: Harai waza: Harai-Men.
- Kihon Yon: Hiki waza: Men Tsubazeriai kara no Hiki-Do.
- Kinon Go: Nuki waza: Men Nuki-Do.
- Kihon Roku: Suriage waza: Kote Suriage-Men.
- Kihon Shichi: Debana waza: Men Debana-Kote.
- Kihon Hachi: Kaeshi waza: Men Kaeshi-Migi-Do.
- Kihon Kyu: Uchiotoshi waza: Do Uchiotoshi-Men.

Ao praticante que executa as técnicas, dá-se o nome de Kakaritê; ao outro, o que recebe, dá-se a designação de Motodachi. Comparando ao Nihon Kendo Gata, Kakaritê seria Shidachi e Motodachi seria Uchidachi.
Em 2010, foi definido, pela FIK, que este Kata também passará a ser exigido nos exames de graduação. No Brasil, está prevista a introdução nos exames a partir de 2013.

## Aspecto filosófico
O kendo é uma das artes marciais modernas japonesas que mais mantêm valores ligados às suas raízes. O texto abaixo, da All Japan Kendo Federation (Federação Japonesa de Kendo), fala dos objetivos de todos os kenshis

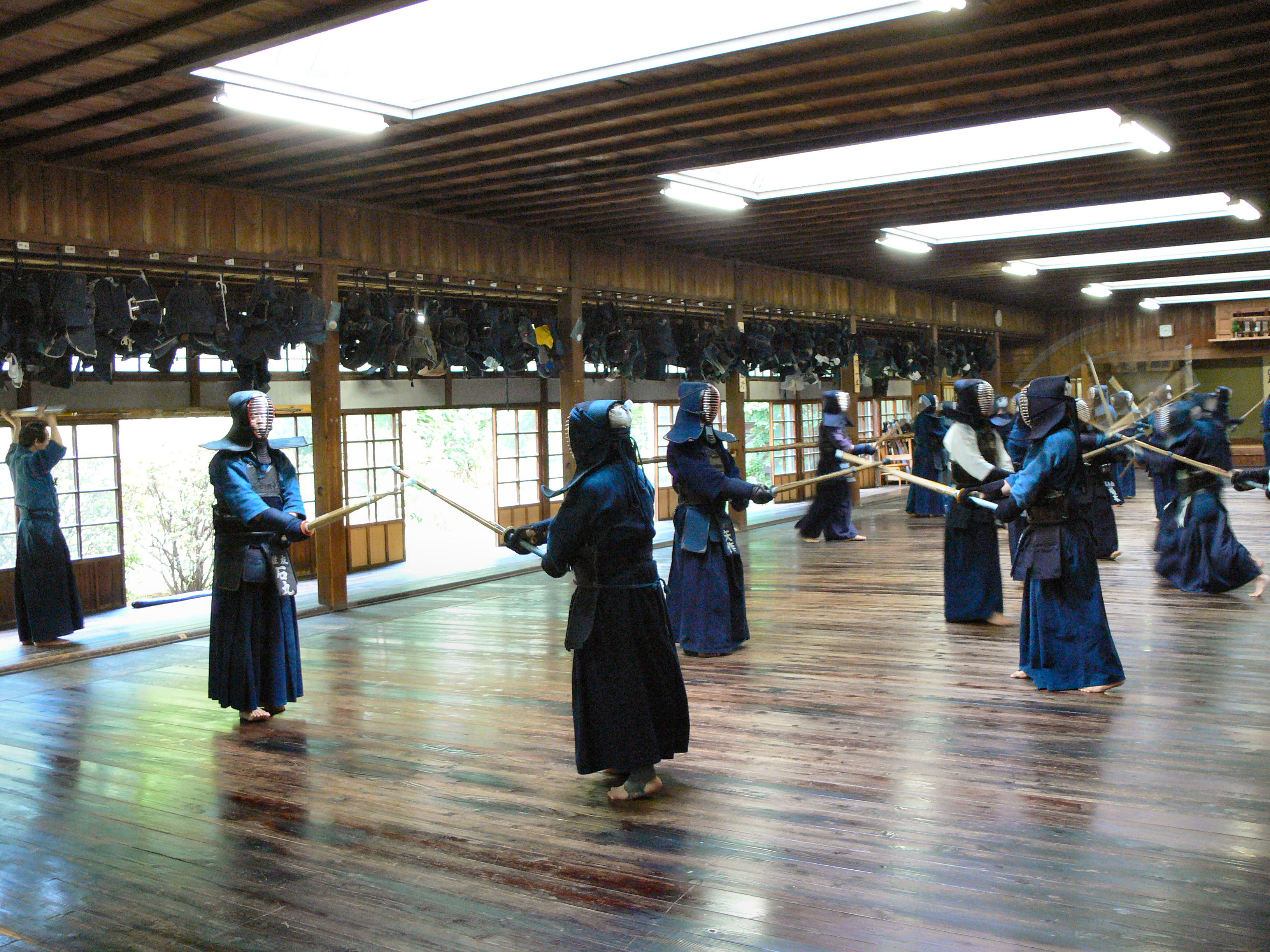
Dojo Noma, Japão

O Objetivo do kendo é disciplinar o caráter humano pela aplicação dos princípios da katana
O propósito de se praticar kendo é:
Moldar a mente e o corpo,
Para cultivar um espírito vigoroso,
E pelo treinamento rígido e correto,
Lutar para desenvolver-se na arte do kendo,
Obter respeito à cortesia e à honra,
Para relacionar-se com os outros com sinceridade,
E para sempre ter como objetivo o autoaperfeiçoamento.
Dessa maneira, será possível uma pessoa amar seu país e sociedade, contribuir para o desenvolvimento da cultura e promover a paz e prosperidade entre todos os povos.
Em 1975, com a finalidade de popularizar a prática correta do kendo, a FIK institui a divulgação do conceito do "propósito do kendo".

### Kendō rinen
O kendo rinen ("propósito do kendo") é o caminho/busca do crescimento/aprimoramento humano por meio do aperfeiçoamento do manejo da espada.
Nesse sentido, o item 3 do artigo 6, do capítulo "Supplemental Provisions of FIK Constitution" discorre que "No caso em que o ensino do kendo é utilizado de má fé para qualquer propósito comercial", há razões para pedido de expulsão de um membro.

### Kendō Shuuren no Kokoro Kamae
A kendo shuuren no kokoro kamae ("postura espiritual para o aperfeiçoamento do kendo") prega a dedicação permanente à prática do kendo "correto", por meio da busca do aperfeiçoamento da técnica de manejo da verdadeira espada com espírito e corpo, e com isto, fazer florescer a força espiritual com as características marcantes do kendo de respeito e moderação.
E sobretudo, poder servir, com amor, à pátria e à sociedade, promovendo a paz entre as pessoas.
Esses conceitos propostos pela FIK não são novos para o povo japonês. O conceito do "caminho" sempre foi a espinha dorsal do pensamento japonês. Em outras palavras, a ideia de que o processo de aperfeiçoamento da técnica e da prática leva ao desenvolvimento pessoal e espiritual e à formação do indivíduo.
A prática do kendo leva ao aperfeiçoamento humano, dependendo de como se pratica. É necessário praticá-lo seguindo os fundamentos do conceito do "caminho". Isto é, buscar o aperfeiçoamento de corpo e espírito, mantendo o kendo shuuren no kokoro kamae, tanto nos treinamentos quanto nas competições.

## Graduações
A partir do 1.º kyu, de acordo com as normas da FIK (no Japão), as graduações são controladas pelas confederações e federações nacionais filiadas. Graduações de 6.º kyu a 2.º kyu são de responsabilidade do próprio dojo.
No kendo, não são usadas faixas para mostrar o nível do praticante. Não há indicações ou insígnias que demonstrem o grau de um kenshi.
A graduação máxima do kendo atualmente é o 8.º dan (equivalente em outras artes à faixa preta de 8.º nível), mas no passado já chegou a existir até o 10.º dan.
Paralelamente, existem títulos que podem ser conferidos a praticantes que contribuíram para a arte, como:
- Renshi ("praticante avançado", conferido para kenshi de 6.º dan e acima);
- Kyôshi ("praticante professor", conferido para kenshi de 7.º dan e acima);
- Hanshi ("praticante modelo", conferido para kenshi de 8.º dan).

A partir do início da década de 1990, a FIK proíbe a prática de conferir graduações por Suisen (推薦, recomendação, indicação), ou seja, sem uma banca examinadora formal. As graduações somente podem ser conferidas após o praticante passar por exames formais.
A partir de 2009, a FIK proíbe que senseis acima de sessenta anos realizem exame de graduação acima do 6.º dan não tendo tempo mínimo de prática exigido entre as graduações. A partir desse mesmo ano, para que o sensei visitante, ou seja, de outro país, realize exame quando estiver viajando, será necessária uma autorização formal da entidade regulamentadora do kendo da qual faça parte esse sensei.
Os exames de graduação se dividem em 3 fases:
1.ª fase: técnica, na qual os candidatos mostram a sua habilidade com o bogu e o shinai.
2.ª fase: katas, na qual os candidatos mostram a sua habilidade em fazer os Kata.
3.ª fase: escrita, na qual os candidatos respondem a questões de ordem teórica (a partir do 1.º dan apenas).

### Exame
Requisitos para exame de graduação:
Ikkyu (1.º kyu)
- doze anos de idade, no mínimo.

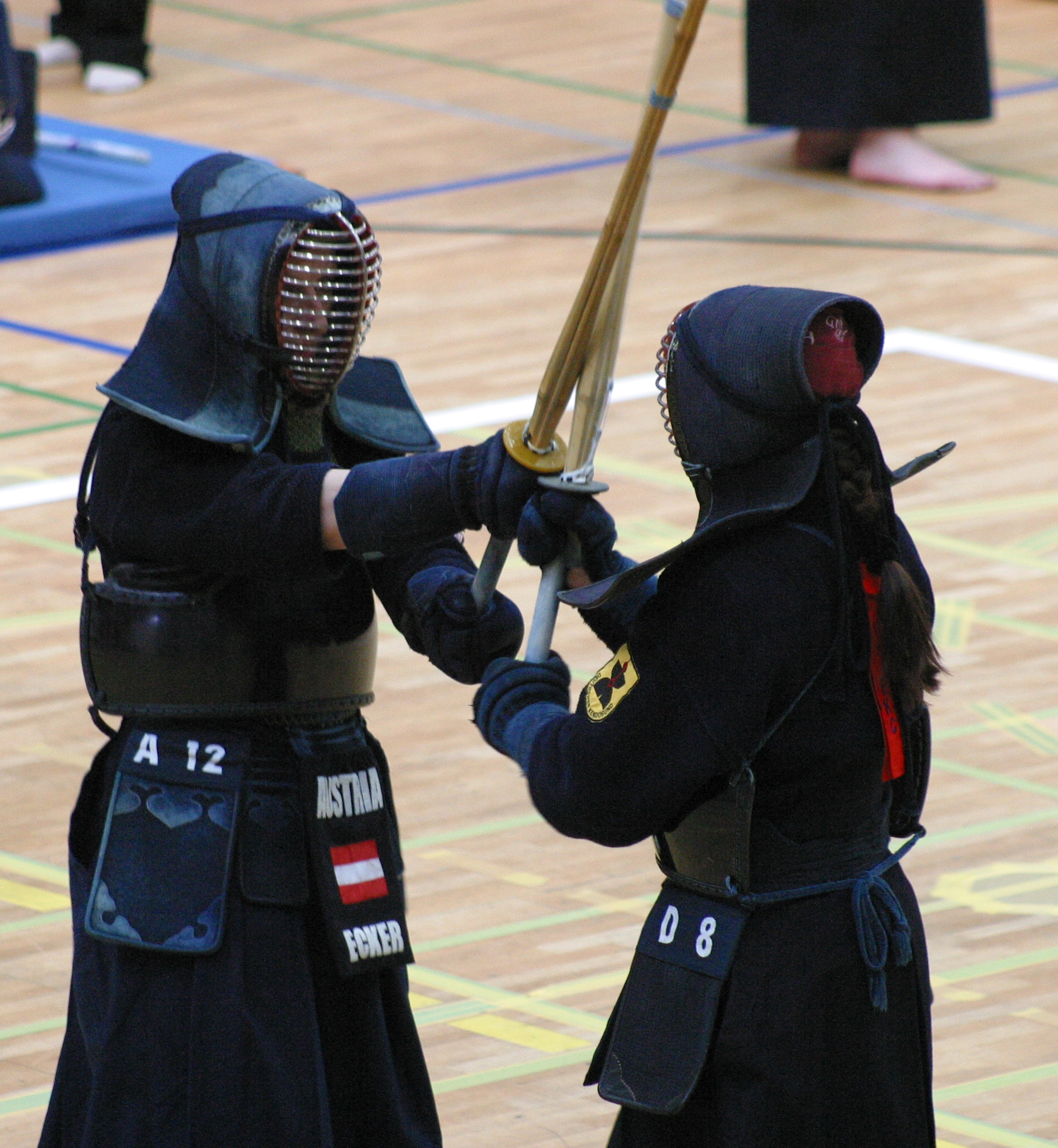
Campeonato Mundial de Kendo 2003 - Glasgow/Escócia

- cinco examinadores com, no mínimo, 4.º dan.
– ao menos três devem conceder a graduação.
- Kirikaeshi
- Ji-Geiko.
- Tachi Kata 1-2 (até 2007 era 1-3).

Shodan (1.º dan)
- seis meses depois do 1.º kyu.
- treze anos de idade, no mínimo.
- cinco examinadores com, no mínimo, 4.º dan.
– ao menos três devem conceder a graduação.
- Kirikaeshi.
- Ji-Geiko.
- Tachi no Kata 1-5.
- exame escrito.

Nidan (2.º dan)
- um ano depois do 1.º dan.
- cinco examinadores com no mínimo 5.º dan.
– ao menos três devem conceder a graduação.
- Kirikaeshi.
- Ji-Geiko.
- Tachi no Kata 1-7.
- exame escrito.

Sandan (3.º dan)
- dois anos depois do 2.º dan e dezoito anos de idade.
- cinco examinadores com no mínimo 5.º dan.
– ao menos três devem conceder a graduação.
- Kirikaeshi.
- Ji-Gueiko.
- Tachi no Kata 1-7 e Kodachi no Kata 1-3.
- exame escrito.

Yondan (4.º dan)
- três anos depois do 3.º dan.
- seis examinadores com no mínimo 6.º dan.
– ao menos quatro devem conceder a graduação.
- Ji-Geiko.
- Tachi no Kata 1-7 e Kodachi no Kata 1-3.
- exame escrito.
- redação.

Godan (5.º dan)
- quatro anos depois do 4.º dan.
- seis examinadores com no mínimo 7.º dan.
– ao menos quatro devem conceder a graduação.
- Ji-Geiko.
- Tachi no Kata 1-7 e Kodachi no Kata 1-3.
- exame escrito.
- redação.

Rokudan (6.º dan)
- cinco anos depois do 5.º dan.
- seis examinadores com no mínimo 7.º dan.
– ao menos quatro devem conceder a graduação.
- Ji-Geiko.
- Tachi no Kata 1-7 e Kodachi no Kata 1-3.
- exame escrito.
- redação.
- exame de arbitragem.

Nanadan (Shichidan) (7.º dan)
- seis anos depois do 6.º dan.
- sete examinadores com, no mínimo 7.º dan.
– ao menos cinco devem conceder a graduação.
- Ji-Geiko.
- Tachi no Kata 1-7 e Kodachi no Kata 1-3.
- exame escrito.
- redação.
- exame de arbitragem.

Hachidan (8.º dan)
- dez anos depois do 7.º dan, quarenta e cinco anos de idade e possuir título de Kyoshi.
- vinte e um examinadores com, no mínimo 8.º dan.
– ao menos cinco devem conceder a graduação no primeiro exame, com sete examinadores, e ao menos dez no segundo exame, com catorze examinadores.
- Ji-Geiko.
- Tachi no Kata 1-7 e Kodachi no Kata 1-3.
- exame escrito.
- redação.
- exame de arbitragem.
- tese.
- exame realizado apenas no Japão.

Renshi
- ter obtido 6.º dan há pelo menos um ano.
- ter graduação 5.º dan obtida há pelo menos 10 anos, idade acima de 60 anos e autorização do presidente da Federação à qual está filiado.
- quatro examinadores com no mínimo 7.º dan Kyoshi, um examinador com título acadêmico de mestrado ou pós-graduação, um examinador com título acadêmico de doutorado.
– ao menos quatro devem conceder a graduação.
- apresentar dissertação e os atestados requeridos.

Kyoshi
- ter obtido 7.º dan há pelo menos dois anos.
- ter título de Renshi.
- quatro examinadores com no mínimo 7.º dan Kyoshi, dois examinadores com título acadêmico de doutorado.
– ao menos quatro devem conceder a graduação.
- apresentar dissertação e os atestados requeridos.

Hanshi
- somente no Japão.

### Graduações no Brasil
Até 1998, no Brasil, a graduação ao 7º dan ocorria por serviços prestados (Suisen). A partir daquele ano, por ocasião da visita de uma comissão de mestres da FIK, representantes de todas as associações de kendo do país formalizaram um abaixo assinado requerendo a realização de exame de graduação, pois a diretoria da recém fundada CBK, presidente Tadashi Tamaki, era contra. Com isso foi abolida a prática de graduação por indicação e realizado o primeiro exame de graduação para 7º dan no Brasil. Três praticantes de 6º dan se inscreveram neste primeiro exame no Brasil: Jorge Kishikawa, Ebihara e Ishibashi. Ishibashi não compareceu ao exame, tendo sido aprovado apenas Jorge Kishikawa, que também recebeu da AJKF o shogo (titulação) de Kyoshi , passando a integrar o já existente grupo de professores com a mais alta graduação de kendo no Brasil. Desde então, no Brasil, passou-se a se graduar somente mediante aprovação em exame de graduação.
Atualmente, o brasileiro mais graduado dentro do kendo é Roberto Kishikawa, aprovado a 8º dan Kyoshi em exame realizado no Japão. Roberto Kishikawa no entanto, reside em Hong Kong, de forma que a mais alta graduação entre kenshi residentes no Brasil ainda é a de 7º dan Kyoshi.

## Ficção
O animê e mangá Bamboo Blade é baseado na prática do kendo, em especial por garotas. Outros mangás também possuem personagens que praticam kendo, tendo como exemplos as séries Love Hina (Motoko Aoyama), Samurai X (Kaoru Kamiya), ONE PIECE (Shimotsuki Kuina), BLEACH (Unohana Retsu), Highschool of The Dead (Saeko Busujima), Katekyo Hitman Reborn (Yamamoto Takeshi), Amano Megumi wa Sukidarake (Nekogucho), Sword Art Online e Usagi Yojimbo, que se baseia tanto na técnica da luta com espadas quanto na filosofia samurai, sendo o personagem principal uma referência ao samurai Miyamoto Musashi, dentre outros títulos.